# Sandi Cenov
Sandi Cenov pravog imena Aleksandar (Rijeka, 17. lipnja 1968.) je hrvatski pjevač, poznat po hitovima: "Malena", "Nebo", "Žena budi mi ti", "Popravi mi dan", "Marija", "To je to", "Nemirna" i mnogim drugima. 

## Diskografija
- 1990. - Sve je to samo Rock' n roll
- 1993. - Ljubav za sve
- 1994. - U tvojim mislima
- 1995. - Neka trese, neka udara
- 1998. - Neke pjesme ljubavne
- 2000. - Navike
- 2001. - Sve je tu
- 2004. - Popravi mi dan
- 2007. - Sandiland
- 2010. - Sve što imam
- 2012. - To je to
- 2024. - Kad se volimo

## Filmografija
- "Čista ljubav" kao Lovre Pavić (2018.)
- "Ko te šiša" kao mušterija i matičar (2017.-2019.)

## Sinkronizacija
- "Sedmi patuljak" kao Šaka (2014.)
- "Pčelica Maja" (film) (2014.)

## Vanjske poveznice
- http://www.hrt.hr/dora/dora2006/izvodjaci/sandi_cenov_mirela_bunoza.htm  Arhivirana inačica izvorne stranice od 17. kolovoza 2007. (Wayback Machine)